# Laymont
Laymont település Franciaországban, Gers megyében. Lakosainak száma 230 fő (2022. január 1.). Laymont Saint-Loube, Forgues, Monès, Le Pin-Murelet, Montégut-Savès, Montpezat és Saint-Lizier-du-Planté községekkel határos.

## Népesség
A település népességének változása:
| Lakosok száma | 254  | 210  | 216  | 206  | 200  | 208  | 210  | 212  | 219  | 230  |
|               | 1968 | 1982 | 1999 | 2006 | 2011 | 2015 | 2017 | 2018 | 2020 | 2022 |